# Federación Progresista
La Federación Progresista (FP) fue un partido político español de ideología ecosocialista que existió entre 1984 y 1988. Liderado por Ramón Tamames, llegó a participar en la fundación de la coalición electoral Izquierda Unida en 1986. El partido tuvo una corta existencia y acabaría disolviéndose en 1988.

## Historia
El partido fue fundado en 1984, interviniendo en su constitución el político Ramón Tamames y varios miembros pertenecientes al sector de los «renovadores» del Partido Comunista de España (PCE). Su nacimiento se producía en un contexto en que el PCE atravesaba una grave crisis orgánica. Fue inscrito en el registro de partidos políticos el 19 de diciembre de 1984, y en febrero de 1985 lanzó a la ciudadanía su manifiesto programático por una alternativa «verde, roja y blanca». En julio de 1985 celebró su Congreso Constituyente, y al año siguiente se posicionó claramente contra el ingreso de España en la OTAN, participando activamente en la Plataforma Cívica Anti-OTAN, que agrupó a las organizaciones izquierdistas contrarias a la Alianza Atlántica.
Tras el referéndum y la convocatoria anticipada de elecciones, las fuerzas de la Plataforma Cívica forjaron la coalición de la Izquierda Unida, y la Federación Progresista se vio obligada a decidir si participaba en IU o presentarse en alianza con Los Verdes, ideológicamente más afines pero con expectativas electorales más modestas. En la reunión del Comité Federal del 26 de abril de 1986, la dirección progresista decidió integrarse en el nuevo proyecto de Izquierda Unida, lo que motivó la dimisión de su Coordinador General, Santos M. Ruesga, y su sustitución por Pablo Martín Urbano.
El 5 y 6 de diciembre de 1987 se celebró en Madrid el III Congreso de la Federación Progresista, en la que se acordó la salida de la formación de la coalición de Izquierda Unida por el seguidismo de ésta respecto al PCE. Poco después, el líder Ramón Tamames abandonaba el partido y en 1988 se disolvía la propia federación.